# Голям автомобил
Голям автомобил (също голям семеен автомобил или средноразмерен автомобил) е категория леки автомобили със средни размери – по-големи от тези на среден автомобил, но по-малки от тези на автомобил от висок среден клас. В антимонополната практика на Европейската комисия тези автомобили са определяни като пазарен сегмент D. Към 2017 година най-продаваните големи автомобили в Европа са „Фолксваген Пасат“, „Мерцедес-Бенц C-класа“ и „Ауди A4“.
- Фолксваген Пасат
- Мерцедес-Бенц C-класа
- Ауди A4
- БМВ 3
- Шкода Супърб
- Опел Инсигния